# Olori Merin
Olori Merin, u Jorubów z Nigerii i Beninu czterogłowy bóg opiekuńczy miast, chroniący je przed zarazą, epidemią lub nieoczekiwnym atakiem wroga.
Według wierzeń poruszał się na kozich nogach, zaopatrzonych w kopyta, zaś nocą przybierał postać jadowitego węża.